# Момина црква
Момина црква (буг. Момина църква) је село у југоисточној Бугарској. Налази се у општини Средец, у Бургаској области.